# Trichius sexualis
Trichius sexualis (Bedel, 1906) è un coleottero appartenente alla famiglia degli Scarabeidi (sottofamiglia Cetoniinae).

## Descrizione

### Adulto
T. sexualis si presenta come un insetto di piccole dimensioni, comprese tra i 9 e i 12 mm di lunghezza. Presentano un corpo allungato, dal colore giallo con chiazze nere. Sul pronoto presenta una folta pubescenza, così come sull'addome in prossimità della fine delle elitre. Questa caratteristica permette di distinguerlo dalle specie con-generiche presenti in Italia.

### Larva
Le larve hanno l'aspetto di vermi bianchi dalla forma a "C". Presentano la testa e le tre paia di zampe sclerificate.

## Biologia
Gli adulti compaiono con l'arrivo della primavera. Sono di abitudini diurne e possono essere osservati volare intorno ai fiori. Le larve si sviluppano nel terreno nutrendosi di legno marcio durante tutta la durata del loro sviluppo.

## Distribuzione
T. sexualis è diffuso in Europa centrale e nella Penisola Balcanica. In Italia è presente a nord fino all'Emilia-Romagna, Liguria esclusa.

## Conservazione
T. sexualis è considerata una specie vulnerabile all'estinzione dalla Lista rossa IUCN.